# Biblioteca nazionale svedese
La Biblioteca nazionale svedese (in lingua svedese Kungliga biblioteket, letteralmente biblioteca reale) è la biblioteca nazionale della Svezia. L'obiettivo della biblioteca è quella di preservare le opere letterarie della cultura svedese, conservando e catalogando sia materiale stampato che materiale audio-visivo in lingua svedese. La Biblioteca ha sede a Stoccolma.
L'obbligo di collezionare ogni opera letteraria in lingua svedese risale al 1661 quando, su ordine del Riksrådet i Sverige, si faceva obbligo di inviare 2 copie al Riksrådet prima che le opere venissero commercializzate.
La biblioteca annovera tra il proprio materiale anche opere di letteratura straniera riguardante diverse materie, tra cui l'archeologia, storia, e storia dell'arte.
La biblioteca affonda le radici nel XVI secolo, nella collezione privata del re Gustavo Vasa. La collezione venne poi ampliata dai successori. Parte dell'immenso patrimonio andò però in fumo durante l'incendio del palazzo nel quale i libri venivano conservati, portando alla distruzione di 17.286 libri e di 1.103 manoscritti.